# Abierto de Estados Unidos 1970
El Abierto de Estados Unidos 1970 es un torneo de tenis disputado en superficie dura, siendo el cuarto y último torneo del Grand Slam del año.

## Finales

### Senior

#### Individuales masculinos[1]
Ken Rosewall vence a  Tony Roche, 2–6, 6–4, 7–6(2), 6–3

#### Individuales femeninos[2]
Margaret Court vence a  Rosemary Casals, 6–2, 2–6, 6–1

#### Dobles masculinos[3]
Pierre Barthès /  Nikola Pilić vencen a  Roy Emerson /  Rod Laver, 6–3, 7–6, 4–6, 7–6

#### Dobles femeninos[4]
Margaret Court /  Judy Tegart Dalton vencen a  Rosemary Casals /  Virginia Wade, 6–3, 6–4 

#### Dobles mixto[5]
Margaret Court /  Marty Riessen vencen a  Judy Tegart Dalton /  Frew McMillan, 6–4, 6–4

### Junior[6]

#### Individuales masculinos
El torneo comenzó en 1973

#### Individuales femeninos
El torneo comenzó en 1974

#### Dobles masculinos
El torneo comenzó en 1982

#### Dobles femeninos
El torneo comenzó en 1982